# Schizachyrium lopollense
Schizachyrium lopollense là một loài thực vật có hoa trong họ Hòa thảo. Loài này được (Rendle) Sales mô tả khoa học đầu tiên năm 2002.